# Telescopus pulcher
Telescopus pulcher là một loài rắn trong họ Rắn nước. Loài này được Scortecci mô tả khoa học đầu tiên năm 1935.